# Agnelli & Nelson
Agnelli & Nelson je trancové DJské a producentské duo pocházející ze Severního Irska, jehož členy jsou Christoper James Agnew a Robert Frederick Nelson. Společně působí od roku 1997. Hudbu také produkují pod jmény Afterburn, Cortez, Green Atlas, Quincey & Sonance a The A & N Project.

## Biografie
Agnew a Nelson píší a produkují taneční hudbu od roku 1997 a jejich tvorba zahrnuje i hity El Nino a Everyday. Do dnešního dne vytvořili pět skladeb, které se umístily v Británii v Top 40 hits, a nespočet remixů skladbami Armina van Buurena počínaje a U2 konče.
Duo také spolupracovalo s dalšími velkými umělci, mimo jiné s Matt Darey, Jon the Dentist, Scott Bond, Solar Stone a Chicane. Také šestkrát vystupovali na BBC Radio 1. Vyprodukovali hudbu pro Xtravaganza a hudební vydavatelství jako Tsunami Records a ID&T.
Jejich remix skladby Big Sky od Johna O'Callaghana byl zvolen v radio show Armina van Buurena A State of Trance posluchači jako nejlepší počin v trancové produkci za rok 2007.

## Diskografie

### Singly

#### JakoAgnelli & Nelson
- 1998 – Angels Fly/Bolivian Angel
- 1998 – Angels 1998
- 1998 – El Nino
- 1999 – Everyday
- 2000 – Embrace
- 2000 – Hudson St.
- 2001 – Vegas
- 2002 – Everyday (re-mix)
- 2004 – Holding Onto Nothing (společně s Audrey Gallagher)
- 2005 – Shivver

#### JakoThe A & N Project
- 2007 – Wear That Dress
- 2008 – Just When I Think There"s An Answer
- 2008 – Sleeping In Airports

#### JakoAfterburn
- 2000 – North Pole/Fratt Boy
- 2003 – Summer Sun

#### JakoCortez
- 2000 – Über Den Wolken
- 2003 – Scaramanga/The Force (společně s Fergie)

#### JakoGreen Atlas
- 2004 – Circulation
- 2004 – Communicate